# سان ريفر تراس (إلينوي)
سان ريفر تراس (بالإنجليزية: Sun River Terrace)‏ هي منطقة سكنية تقع في الولايات المتحدة في إلينوي. يقدر عدد سكانها بـ 383 نسمة .

## الموقع الجغرافي
الموقع الجغرافي للمناطق المحيطة بهذه النقطة هو كالتالي: